# Volksschule Markt Allhau
Die Volksschule Markt Allhau ist eine Volksschule in Markt Allhau.

## Pädagogische Arbeit, Ausstattung und Angebote
Die Volksschule Markt Allhau hat 3 Klassen und 53 Schüler der 1. bis 4. Schulstufe, wobei die 3. und 4. Schulstufe gemeinsam unterrichtet wird (Stand: 2014/15).
Als Mitglied im Verbund  Innovativer Schwerpunktschulen der Pädagogischen Hochschule Burgenland fördert sie durch  kollegiale Hospitationen die Schulentwicklung.
Im Bereich der Umweltpädagogik kooperiert sie mit der Naturschutzakademie des Naturschutzbundes Österreich. Zur Prävention von sexuellen Missbrauch von Kindern führt sie gemeinsam mit dem Österreichischen Zentrum für Kriminalprävention das theaterpädagogische Programm Mein Körper gehört mir! durch.
In Zusammenarbeit mit dem Musikverein Markt Allhau sind schon mehrere musikalisch untermalte Theaterstücke entstanden und aufgeführt worden. 2019 besuchten über 60 Schüler im Rahmen der KuBi-Tage die Bildhauerin Ulrike Truger in ihrem Atelier in Buchschachen und durften nach einer Einführung in die Arbeitsweise das Bildhauern selbst erproben.

## Auszeichnungen
Im Jahr 2014 wurde die Schule mit dem Anerkennungspreis zum Österreichischen Schulpreis ausgezeichnet.
Sie ist eine der fünf (von insgesamt 633) Volksschulen  aus Niederösterreich, die mit dem  Österreichischen Umweltzeichen ausgezeichnet wurden. Eine erneute Auszeichnung erfolgte am 20. März 2019 persönlich durch die Nachhaltigkeitsministerin Elisabeth Köstinger und Bildungsminister Heinz Faßmann für das Engagement der Schule in den Bereichen Umwelt- und Klimaschutz sowie Bildung für eine nachhaltige Entwicklung. Das Zertifikat ist weitere vier Jahre gültig.